# Galicijské království
Galicijské království neboli Království Galicie (galicijsky Reino de Galicia nebo Galiza, španělsky Reino de Galicia, portugalsky Reino da Galiza, latinsky Galliciense regnum) bylo království v severozápadní části Pyrenejského poloostrova. Formálně existovalo od středověku do roku 1833, po většinu své existence však nemělo vlastního panovníka, ale bylo okupováno nebo spojeno personální unií s jinými politickými celky.

## Předchůdce
První samostatné království v Galicii bylo založeno roku 409 svébským králem Hermerichem na troskách římské provincie Gallaecia (nazvané podle kmene Gallaiciů čili Calaiciů). V roce 582 bylo svébské království anektováno Vizigóty a roku 711 sem nakrátko pronikli Arabové.

## Galicijské království
Od roku 718 byla oblast pod vládou králů Asturie. V letech 910–914 bylo obnoveno samostatné království, jehož vládce Ordoño II. spojil Galicii s Leónem. Poté už byla Galicie součástí Leónu, s výjimkou let 1060–1071, kdy byla načas samostatná (v letech 1065–1071 tu panoval García, syn Ferdinanda I. Leónského). Jižní Galicie byla po roce 1095 připojena k Portugalskému hrabství, které se později stalo královstvím. Zbytek Galicie se pak stal v rámci Leónu součástí zemí Kastilské koruny, kde pak Galicie tvořila samostatnou španělskou historickou provincii Království Galicie. Formálně království zaniklo 30. listopadu 1833, kdy bylo při správní reformě území Galicie rozděleno na čtyři provincie, které zde stále existují.

## Symbolika

vlajka:
13. století
16. století

znak:
13. století (přisouzený sborníkem Segar's Roll)
13.–15. století (přisouzený heraldickými sborníky)
přisouzený heraldickým sborníkem
15. století
16. století
17. století
18. století
19. století